# Blîstavîțea, Borodeanka
Blîstavîțea (în ucraineană Блиставиця) este o comună în raionul Borodeanka, regiunea Kiev, Ucraina, formată numai din satul de reședință.

## Demografie
Componența lingvistică a comunei Blîstavîțea
     Ucraineană (94,62%)
     Rusă (4,95%)
     Alte limbi (0,26%)
Conform recensământului din 2001, majoritatea populației comunei Blîstavîțea era vorbitoare de ucraineană (94,62%), existând în minoritate și vorbitori de rusă (4,95%).